# Turbolinux
Turbolinux é uma distribuição Linux enfocada a usuários e empresas da Ásia. É bastante popular na China e no Japão. Em 2002, a Turbolinux se uniu ao consórcio United Linux, que foi uma distribuição global e uniforme desenvolvida para os negócios e suportado pela maioria dos desenvolvedores de sistemas e softwares.